# Jänissaari (ö i Finland, Södra Karelen, Imatra, lat 61,54, long 29,40)
Jänissaari är en ö i Finland. Den ligger i sjön Simpelejärvi och i kommunen Parikkala i den ekonomiska regionen  Imatra ekonomiska region  och landskapet Södra Karelen, i den sydöstra delen av landet, 280 km nordost om huvudstaden Helsingfors. Öns area är 7 hektar och dess största längd är 460 meter i sydöst-nordvästlig riktning.